# Susanne Leutenegger
Susanne Leutenegger (* 15. Juni 1961 in Winterthur) ist eine Schweizer Schauspielerin.

## Leben
Nach ihrer Ausbildung in Bern war Susanne Leutenegger u. a. 1986–1987 am Theater Oberhausen, 1987–1988 am Kinder- und Jugendtheater des Düsseldorfer Schauspielhauses und 1988–1989 am Fritz Rémond Theater im Zoo in Frankfurt am Main engagiert. 1988 erhielt sie den Förderpreis der Stadt Winterthur.
Susanne Leutenegger absolvierte zahlreiche Theatertourneen und trat mehrfach im Fernsehen auf, u. a. 1995 als Dr. Monika Wiese in fünf Folgen der Serie Verbotene Liebe und 2000–2001 als Leonie Vogt in fünf Folgen der Serie Lindenstraße.
Sie war mit dem Schauspieler Martin Armknecht verheiratet und ist Mutter einer Tochter.

## Filmografie (Auswahl)
- 1991: Manta Manta
- 1991: Tatort – Kameraden (Fernsehreihe)
- 1992–2001: Lindenstraße (Fernsehserie, 6 Folgen)
- 1995: Wilsberg – Und die Toten lässt man ruhen (Fernsehserie)
- 1995: Stadtklinik (Fernsehserie, 1 Folge)
- 1995: Verbotene Liebe (Fernsehserie, 5 Folgen)
- 1997, 2000: Küstenwache (Fernsehserie, 2 Folgen)
- 1997: Tatort – Bombenstimmung
- 1997: Schräge Vögel
- 1998: Der Fahnder (Fernsehserie, 1 Folge)
- 1998: Wilsberg – In alter Freundschaft
- 1998: Im Namen des Gesetzes (Fernsehserie, 1 Folge)
- 2000: Hinter Gittern – Der Frauenknast (Fernsehserie, 2 Folgen)